# Stroopwafel
Een stroopwafel, van oorsprong siroopwafel genoemd, is een van oorsprong Nederlandse wafel, die niet alleen in Nederland, maar ook wereldwijd gegeten wordt. Het product bestaat uit twee ronde deegwafelhelften, met ruitpatroon, waartussen zoete siroop is aangebracht. Oorspronkelijk hadden siroopwafels een diameter van ongeveer 10 centimeter, maar inmiddels zijn ze verkrijgbaar met diameters van 5 tot 25 centimeter. Stroopwafels worden ook verwerkt in ijs en andere lekkernijen.

## Bereiding
Na het kneden van het deeg wordt een stukje deeg gedurende een minuut in een heet wafelijzer gebakken. Daardoor wordt de wafel niet helemaal gaar en blijft de binnenkant zacht. Vervolgens worden de wafels in een ronde vorm gestoken en horizontaal doorgesneden. De kruimels van de afgesneden randen (ook wel snippers genoemd) en mislukte koeken zijn wel in zakjes te koop.
Eén helft van de doorgesneden wafel wordt met de stroop ingesmeerd, waarna de andere helft erop wordt gelegd.

## Geschiedenis
De stroopwafel werd voor het eerst gemaakt in de loop van de negentiende eeuw in Gouda. In diverse bronnen wordt de bakkerij van Kamphuisen genoemd als eerste stroopwafelbakkerij. Deze werd in het begin van de 19e eeuw in Gouda gevestigd. Wanneer deze bakkerij precies begonnen is met het vervaardigen van stroopwafels is niet bekend. De Korte stelt dat voor het vervaardigen van stroopwafels gasstellen nodig zijn. De komst van Goudsche Siroopfabriek in 1837 en de vestiging van de eerste gasfabriek in 1853 in Gouda, geven hem aanleiding om te veronderstellen dat de eerste siroopwafels enkele jaren na 1853 werden gemaakt. Scheygrond noemt ene Adriaan de Groot, die als eerste het siroopwafelijzer hanteerde in 1864. Zijn bedrijf werd later voortgezet door Wever, die ook het recept overnam. Scheygrond sluit echter niet uit dat Kamphuisen al voor 1863 siroopwafels vervaardigde. Schrijvers noemt een drietal redenen waarom niet met zekerheid vastgesteld kan worden wanneer de eerste siroopwafel in Gouda werd gebakken. In de eerste plaats waren de gilden afgeschaft waardoor er geen productregistratie plaatsvond. In de tweede plaats waren bakkers individuele ondernemers en er ontstonden in die tijd geen juridische geschillen over de fabricage van de stroopwafel die beslecht en dus vastgelegd moesten worden. In de derde plaats was er juist in die periode geen plaatselijke krant waarin geadverteerd kon worden. Dat is de reden, aldus Schrijvers, waarom er - in tegenstelling tot de fabricage van pijpen - zo weinig schriftelijke bronnen zijn overgeleverd over de fabricage van de stroopwafel.
Stroopwafels werden in die tijd gemaakt van oude koeksnippers, deegresten en stroop en waren daardoor erg goedkoop. Ze werden in de 19e eeuw daarom wel armenkoeken genoemd. De Korte betwijfelt deze lezing. Hij is in geen enkel oud recept de toevoeging van koeksnippers tegengekomen.
Vanaf 1870 werden de Goudse siroopwafels niet alleen in Gouda, maar ook elders vervaardigd. In 1960 telde Gouda nog zeventien stroopwafelfabrieken, rond 2000 nog vier.

## Varianten
In Gouda werden in de twintigste eeuw diverse varianten van de stroopwafel ontwikkeld. Twee bekende zijn de punselie- en de adékowafel.
- De punseliewafel is een kleine variant van de stroopwafel en werd genoemd naar de bedenker, de Goudse bakker Bertus Punselie die in 1945 begon met de productie ervan.  Eind augustus 2024 sloot de Goudse stroopwafelfabrikant Punselie zijn deuren.[9]
- De adékowafel werd bedacht in 1939 door de Goudse banketbakker Abraham de Korte.[10] De naam adéko verwijst naar zijn initialen. Deze wafel werd niet meer in een wafelijzer gebakken, maar in een oven, waardoor de arbeidskosten werden teruggedrongen.

In diverse streken van België vindt men op kermissen de Lackmans wafels, gevuld met kandijstroop.

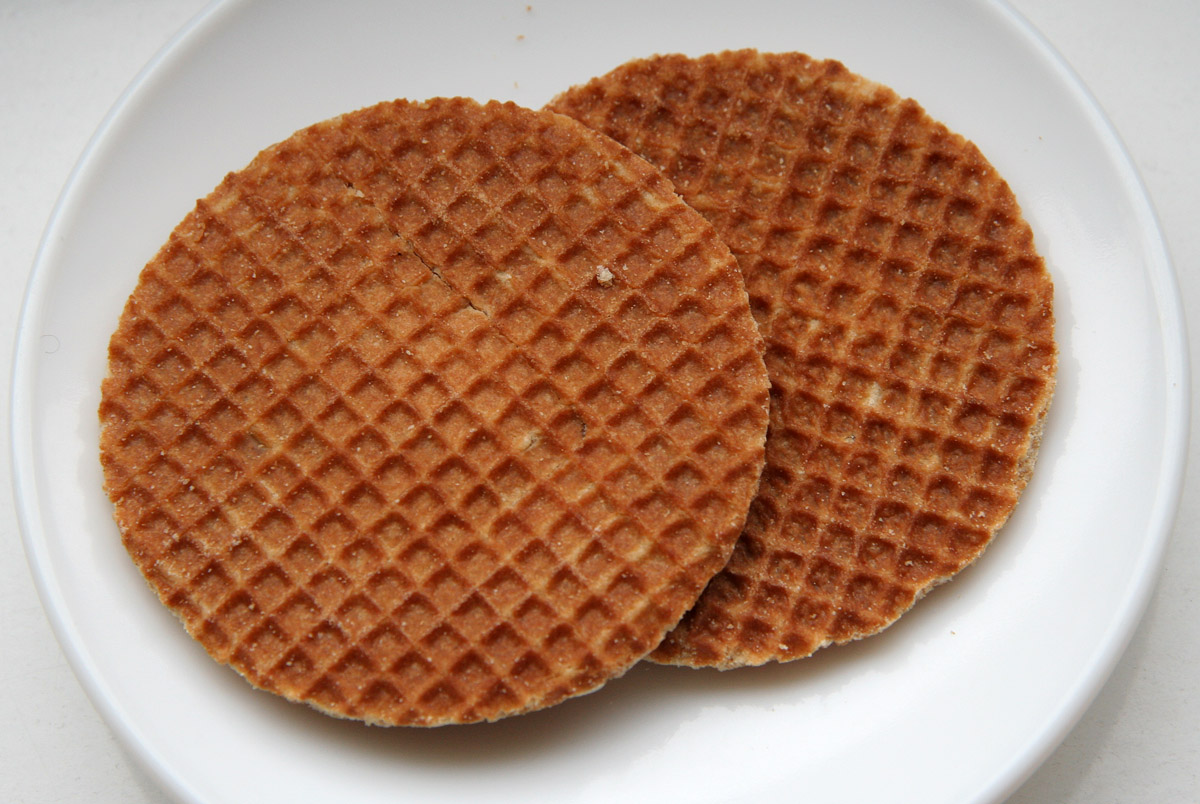
Stroopwafels
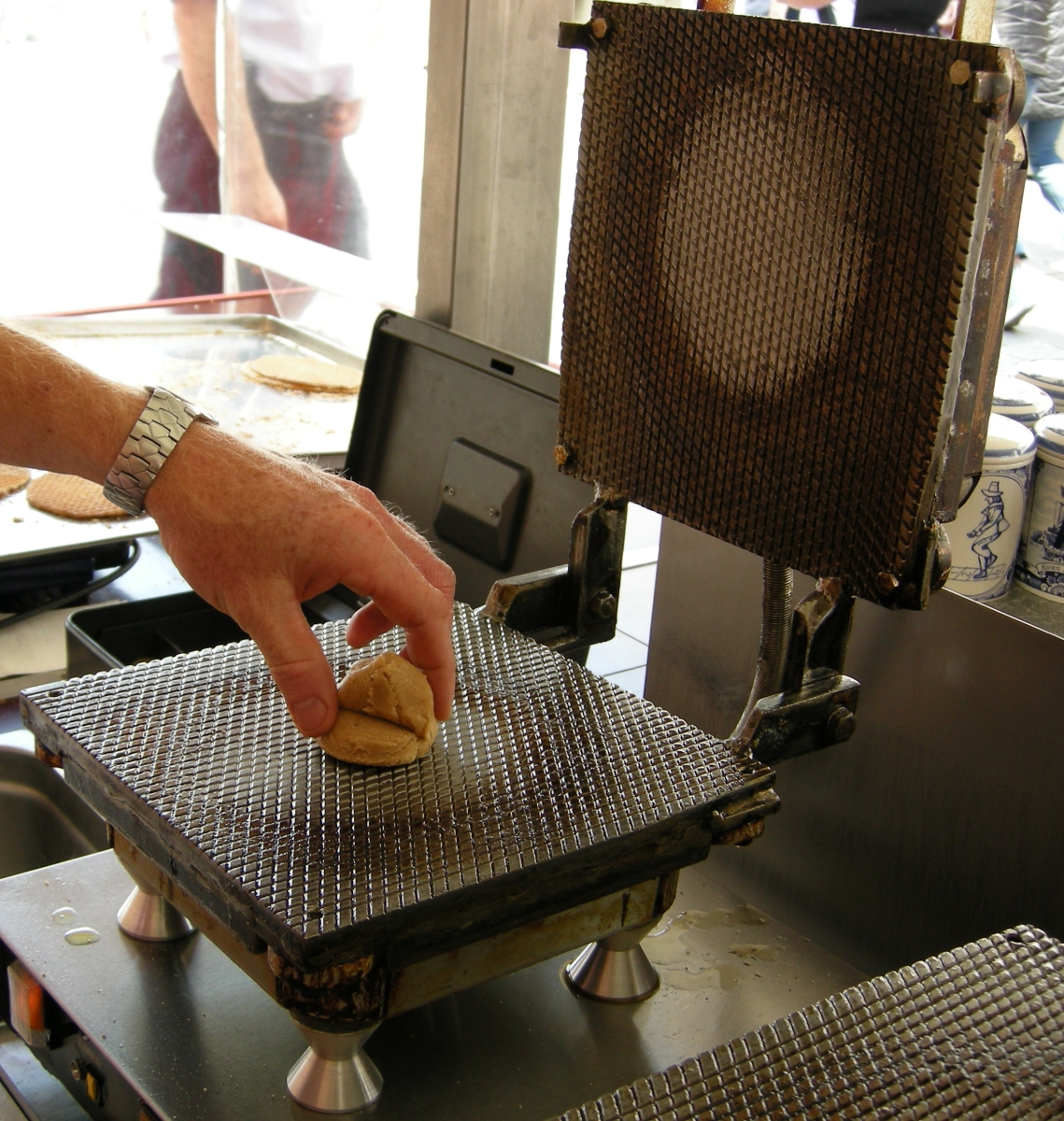
Stroopwafelijzer
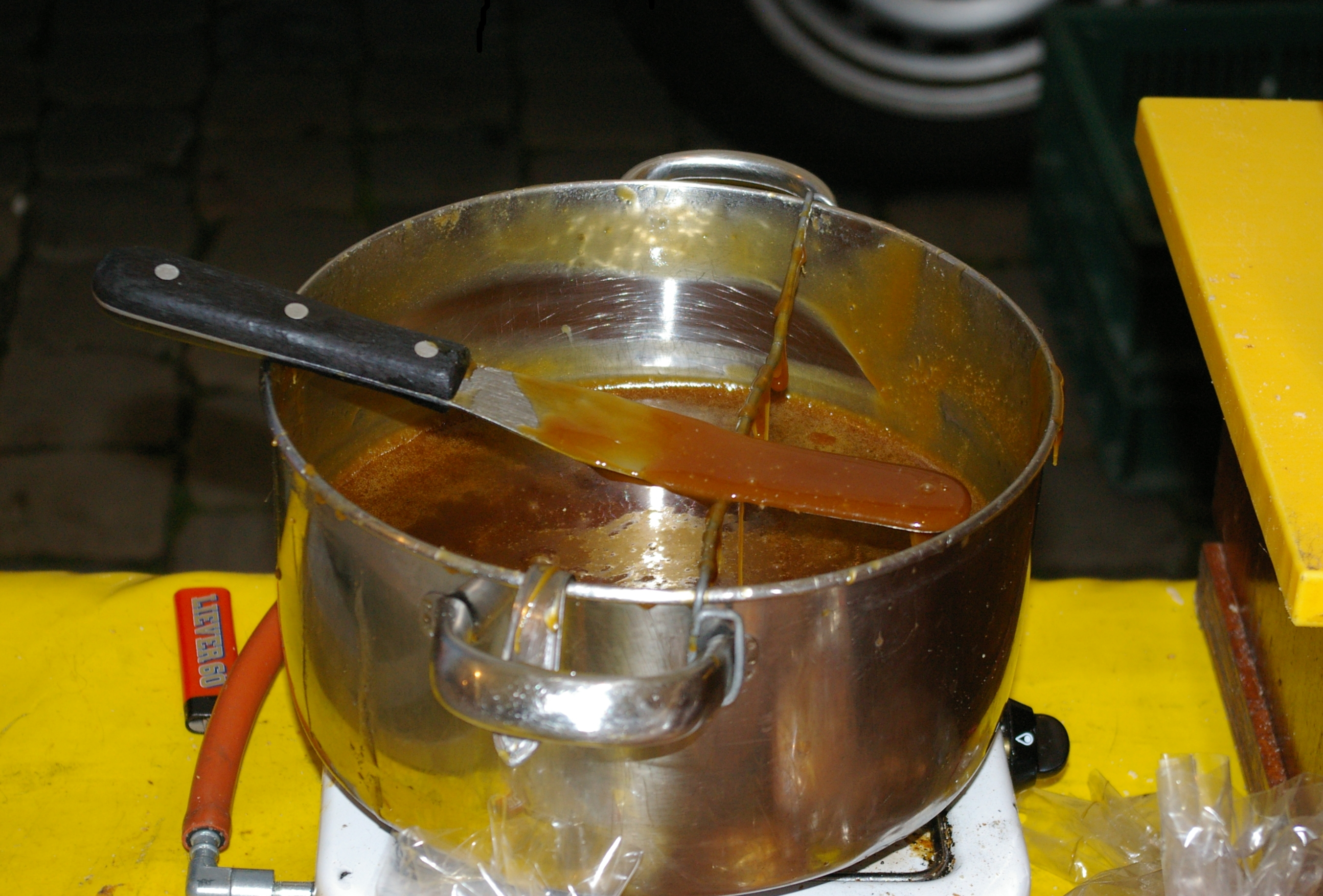
Een pot met stroop om de stroopwafels te vullen